# Mark Travers
Mark Travers (* 18. května 1999 Maynooth) je irský profesionální fotbalový brankář, který chytá za anglický klub Middlesbrough, kde je na hostování z Bournemouthu, a za irský národní tým.

## Klubová kariéra
Travers se přesunul do akademie Shamrock Rovers FC v červenci 2015 z jiného irského klubu, a to z Cherry Orchard FC. Z Shamrocku odešel v létě 2016.

### AFC Bournemouth
Travers se stal po odchodu z irského Shamrocku Rovers hráčem anglického klubu AFC Bournemouth.

#### Sezóna 2017/18
V červenci 2017 odešel na půlroční hostování do Weymouthu, který hrál sedmou nejvyšší anglickou ligu. Při svém debutu v klubu vstřelil vítěznou branku v zápase proti Bishop's Stortford FC, když při zahrávaní přímého kopu z vlastní poloviny hřiště překvapil dalekonosnou ránou soupeřícího brankáře. V průběhu svého půlročního hostování nastoupil do 26 soutěžních utkání za Weymouth.
V červenci 2018 podepsal s Bournemouthem novou dlouholetou smlouvu.

#### Sezóna 2018/19
Svého debutu v dresu Bournemouthu se dočkal na konci sezóny 2018/19 i přesto, že byl brankářskou trojkou za Asmirem Begovićem a Arturem Borucem, a to 4. května 2019 při ligové výhře 1:0 nad Tottenhamem Hotspur. Stal se tak prvním teenagerem od Joea Harta v roce 2006, který odchytal zápas v Premier League. Svým skvělým výkonem pomohl k udržení čistého konta a k historicky první výhře Bournemouthu nad Tottenhamem. Byl vyhlášen nejlepším hráčem utkání. V sezóně nastoupil ještě do jednoho utkání, a to do poslední kola Premier League proti Crystal Palace. Zápas skončil porážkou Bournemouthu 3:5.
Dne 15. července 2019 prodloužil Travers s Bournemouthem smlouvu o dva roky.

#### Sezóna 2019/20
V sezóně 2019/20 byl brankářskou trojkou za Aaronem Ramsdalem a Arturem Borucem. 28. srpna nastoupil do druhého kola EFL Cupu proti Forest Green Rovers FC; zápas skončil bezbrankovou remízou a Bournemouth postoupil po penaltovém rozstřelu, ve kterém Travers vychytal všechny tři soupeřící exekutory a poslal klub do dalšího kola soutěže. Poté, co vychytal 4. ledna 2020 čisté konto v zápase třetího kola FA Cupu proti Luton Townu (výhra 4:0), dostal šanci i v utkání Premier League proti Watfordu. Travers na své výkony z pohárů nenavázal a po prohře 0:3 se již do branky A-týmu v sezóně 2019/20 nedostal.

#### Sezóna 2020/21
Travers se po sestupu klubu do EFL Championship a po odchodu Ramsdalea a Boruce stal brankářskou dvojkou za Asmirem Begovićem pro sezónu 2020/21. V prvním kole sezóny však bosenský brankář nebyl k dispozici, a tak Travers odchytal utkání proti Blackburnu Rovers (výhra 3:2).
V lednu 2021 odešel na měsíční hostování do třetiligového Swindon Townu. V klubu debutoval 9. ledna v zápase proti Ipswich Townu, které skončilo vítězstvím Swindonu 3:2. Travers nastoupil do 8 ligových zápasů v dresu Swindonu, ve kterých udržel jedno čisté konto.

#### Sezóna 2021/22
Po odchodu Asmira Begoviće začal Travers sezónu 2021/22 jako brankářská jednička Bournemouthu. V prvním kole sezóny byl u remízy 2:2 proti West Bromu. Bournemouth nepoznal v prvních 14 ligových zápasech přemožitele a Travers k tomu přispěl výraznou měrou, když udržel 8 čistých kont. Travers zůstal brankářskou jedničkou po celou sezónu, odchytal 45 z 46 ligových utkání, ve kterých udržel dohromady 20 čistých kont. Více jich neudržel žádný jiný brankář v sezóně, a tak byl Travers odměněn zlatou rukavicí EFL Championship. Za své výkony byl zvolen nejlepším hráčem Bournemouthu. Byl jedním z klíčových hráčů, kteří dovedli klub k postupu zpátky do Premier League z druhého místa.
V červnu 2022 podepsal s klubem nový pětiletý kontrakt.

## Reprezentační kariéra
Travers byl poprvé povolán do irské reprezentace v březnu 2019 na zápasy kvalifikace na Euro proti Gibraltaru a Gruzii, nicméně přednost v brance dostala dlouholetá reprezentační jednička Darren Randolph. Svého reprezentačního debutu se Travers dočkal 10. září 2019, když odchytal 75 minut přátelského utkání proti Bulharsku na Aviva Stadium.
Svůj první soutěžní reprezentační zápas odchytal Travers 24. března 2021, když v zápase kvalifikace na mistrovství světa proti Srbsku dostal přednost před Gavinem Bazunuem a Caoimhínem Kelleherem.

## Statistiky

### Klubové
K 7. srpnu 2022
| Klub                 | Sezóna  | Liga                             | Liga   | Liga | FA Cup | FA Cup | EFL Cup | EFL Cup | Ostatní | Ostatní | Celkem | Celkem |
| Klub                 | Sezóna  | Liga                             | Zápasy | Góly | Zápasy | Góly   | Zápasy  | Góly    | Zápasy  | Góly    | Zápasy | Góly   |
| -------------------- | ------- | -------------------------------- | ------ | ---- | ------ | ------ | ------- | ------- | ------- | ------- | ------ | ------ |
| Bournemouth          | 2018/19 | Premier League                   | 2      | 0    | 0      | 0      | 0       | 0       | —       | —       | 2      | 0      |
| Bournemouth          | 2019/20 | Premier League                   | 1      | 0    | 2      | 0      | 2       | 0       | —       | —       | 5      | 0      |
| Bournemouth          | 2020/21 | Championship                     | 1      | 0    | 0      | 0      | 1       | 0       | —       | —       | 2      | 0      |
| Bournemouth          | 2021/22 | Championship                     | 45     | 0    | 0      | 0      | 1       | 0       | —       | —       | 46     | 0      |
| Bournemouth          | 2022/23 | Premier League                   | 1      | 0    | 0      | 0      | 0       | 0       | —       | —       | 1      | 0      |
| Bournemouth          | Celkem  | Celkem                           | 50     | 0    | 2      | 0      | 4       | 0       | —       | —       | 56     | 0      |
| Weymouth (host.)     | 2017/18 | Southern League Premier Division | 23     | 1    | 2      | 0      | —       | —       | 1       | 0       | 26     | 1      |
| Swindon Town (host.) | 2020/21 | League One                       | 8      | 0    | 0      | 0      | 0       | 0       | —       | —       | 8      | 0      |
| Celkem               | Celkem  | Celkem                           | 81     | 1    | 4      | 0      | 4       | 0       | 1       | 0       | 90     | 1      |

### Reprezentační
K 24. březnu 2021
| Irsko  | Irsko  | Irsko |
| Rok    | Zápasy | Góly  |
| ------ | ------ | ----- |
| 2019   | 2      | 0     |
| 2020   | 0      | 0     |
| 2021   | 1      | 0     |
| Celkem | 3      | 0     |

## Ocenění

### Individuální
- Zlatá rukavice EFL Championship: 2021/22[27]
- Nejlepší hráč AFC Bournemouth: 2021/22[28]